# Waban
Pour l’article homonyme, voir Waban (Massachusetts).
Waban est un prénom masculin.

## Sens et origine du prénom
C'est un prénom masculin d'origine nord-amérindienne qui signifie « vent d'est ».